# Perfect Symmetry (single)
Perfect Symmetry is het derde nummer en de derde single van het gelijknamige album van de Britse band Keane.

## Single
Het nummer kwam uit op 29 december 2008. De opvolger van Perfect Symmetry was Better Than This. De single kwam op 7 februari 2009 binnen in de tipparade van Radio 538 en bleef daar hangen op nummer 4.
Tom Chaplin, de leadzanger van de band, vertelde in een interview met Yahoo! dat hij dit waarschijnlijk het beste nummer vond dat hij tot dan toe had geschreven.

## Muziekvideo
De muziekvideo werd in 2008 gemaakt. Hierin is Chaplin ook zingend te zien op een aantal televisietoestellen.